# Q-символ Похгаммера
Q-символ Похгаммера, который называется также сдвинутым q-факториалом, это q-аналог символа Похгаммера и определяется он как
{\displaystyle (a;q)_{n}=\prod _{k=0}^{n-1}(1-aq^{k})=(1-a)(1-aq)(1-aq^{2})\cdots (1-aq^{n-1})},
при этом
{\displaystyle (a;q)_{0}=1}
по определению. Q-символ Похгаммера является главным строительным блоком в строительстве q-аналогов. Например, в теории базисных гипергеометрических рядов q-символ Похгаммера играет роль, какую играет обычный символ Похгаммера в теории обобщённых гипергеометрических рядов.
В отличие от обычного символа Похгаммера, q-символ Похгаммера может быть расширен до бесконечного произведения:
{\displaystyle (a;q)_{\infty }=\prod _{k=0}^{\infty }(1-aq^{k}).}
Это аналитическая функция от q внутри единичного круга и может восприниматься как формальный степенной ряд от q.  Специальный случай
{\displaystyle \varphi (q)=(q;q)_{\infty }=\prod _{k=1}^{\infty }(1-q^{k})}
известен как функция Эйлера и играет важную роль в комбинаторике, теории чисел и теории модулярных форм.

## Тождества
Конечное произведение можно выразить через бесконечное:
{\displaystyle (a;q)_{n}={\frac {(a;q)_{\infty }}{(aq^{n};q)_{\infty }}},}
что расширяет определение для отрицательных целых n.  Таким образом, для неотрицательного n имеем
{\displaystyle (a;q)_{-n}={\frac {1}{(aq^{-n};q)_{n}}}=\prod _{k=1}^{n}{\frac {1}{(1-a/q^{k})}}}
и
{\displaystyle (a;q)_{-n}={\frac {(-q/a)^{n}q^{n(n-1)/2}}{(q/a;q)_{n}}}.}
Q-символ Похгаммера участвует во многих тождествах с q-рядами, в частности в бесконечном расширении рядов
{\displaystyle (x;q)_{\infty }=\sum _{n=0}^{\infty }{\frac {(-1)^{n}q^{n(n-1)/2}}{(q;q)_{n}}}x^{n}}
и
{\displaystyle {\frac {1}{(x;q)_{\infty }}}=\sum _{n=0}^{\infty }{\frac {x^{n}}{(q;q)_{n}}}},
которые являются частными случаями q-биномиальной теоремы:
{\displaystyle {\frac {(ax;q)_{\infty }}{(x;q)_{\infty }}}=\sum _{n=0}^{\infty }{\frac {(a;q)_{n}}{(q;q)_{n}}}x^{n}.}
Фридрих Карпелевич нашёл следующее тождество (см. статью Ольшанецкого и Рогова для доказательства):
{\displaystyle {\frac {(q;q)_{\infty }}{(z;q)_{\infty }}}=\sum _{n=0}^{\infty }{\frac {(-1)^{n}q^{n(n+1)/2}}{(q;q)_{n}(1-zq^{n})}},\ |z|<1.}

## Комбинаторная интерпретация
Q-символ Похгаммера тесно связан с перечислительной комбинаторикой разбиений. Коэффициент при {\displaystyle q^{m}a^{n}} в
{\displaystyle (a;q)_{\infty }^{-1}=\prod _{k=0}^{\infty }(1-aq^{k})^{-1}}
равен числу разбиений m на не более чем n частей.
Поскольку это то же самое, что разбиение m на части, каждая из которых не превосходит n, получаем следующее тождество:
{\displaystyle (a;q)_{\infty }^{-1}=\sum _{k=0}^{\infty }\left(\prod _{j=1}^{k}{\frac {1}{1-q^{j}}}\right)a^{k}=\sum _{k=0}^{\infty }{\frac {a^{k}}{(q;q)_{k}}}},
как в разделе выше.
Коэффициент при {\displaystyle q^{m}a^{n}} в
{\displaystyle (-a;q)_{\infty }=\prod _{k=0}^{\infty }(1+aq^{k})}
равен числу разбиений числа m на n или n-1 различных частей.
Если удалить треугольное разбиение с n − 1 частями из такого разбиения, мы останемся с некоторым разбиением на не более чем n частей. Это даёт сохраняющее веса биекцию между множеством разбиений на n или n − 1 различных частей и множество пар, состоящих из треугольного разбиения, содержащего n − 1 частей, и разбиения на не более чем n частей. Это приводит к тождеству:
{\displaystyle (-a;q)_{\infty }=\prod _{k=0}^{\infty }(1+aq^{k})=\sum _{k=0}^{\infty }\left(q^{k \choose 2}\prod _{j=1}^{k}{\frac {1}{1-q^{j}}}\right)a^{k}=\sum _{k=0}^{\infty }{\frac {q^{k \choose 2}}{(q;q)_{k}}}a^{k}}
также описанному выше. 
Обратная (в смысле 1/f) функция для {\displaystyle (q)_{\infty }:=(q;q)_{\infty }} возникает аналогичным образом как производящая функция для функции разбиения числа, {\displaystyle p(n)}, которая также разлагается в следующие два q-ряда:
{\displaystyle {\frac {1}{(q;q)_{\infty }}}=\sum _{n\geq 0}p(n)q^{n}=\sum _{n\geq 0}{\frac {q^{n}}{(q;q)_{n}}}=\sum _{n\geq 0}{\frac {q^{n^{2}}}{(q;q)_{n}^{2}}}.}
Q-биномиальная теорема сама может быть доказана с помощью слегка большего использования похожих комбинаторных аргументов.

## Соглашение о множественных аргументах
Поскольку тождества, использующие q-символы Похгаммера, часто используют произведение многих символов, принято соглашение записывать произведение в виде одного символа с несколькими аргументами:
{\displaystyle (a_{1},a_{2},\ldots ,a_{m};q)_{n}=(a_{1};q)_{n}(a_{2};q)_{n}\ldots (a_{m};q)_{n}.}

## Q-ряды
Q-ряд является рядом, в котором коэффициенты являются функциями от q, обычно в виде выражений с {\displaystyle (a;q)_{n}}. Ранние результаты принадлежат Эйлеру, Гауссу и Коши. Систематичное изучение начал Эдуард Гейне (1843).

## Связь с другимиq-функциями
Принимая во внимание, что
{\displaystyle \lim _{q\rightarrow 1}{\frac {1-q^{n}}{1-q}}=n,}
мы определяем q-аналог числа n, известный также как q-скобка или q-число числа n, равным
{\displaystyle [n]_{q}={\frac {1-q^{n}}{1-q}}.}
Отсюда мы можем определить q-аналог факториала, q-факториал
| {\displaystyle {\big [}n]_{q}!} | {\displaystyle =\prod _{k=1}^{n}[k]_{q}}                                                                       |
|                                 | {\displaystyle =[1]_{q}[2]_{q}\cdots [n-1]_{q}[n]_{q}}                                                         |
|                                 | {\displaystyle ={\frac {1-q}{1-q}}{\frac {1-q^{2}}{1-q}}\cdots {\frac {1-q^{n-1}}{1-q}}{\frac {1-q^{n}}{1-q}}} |
|                                 | {\displaystyle =1(1+q)\cdots (1+q+\cdots +q^{n-2})(1+q+\cdots +q^{n-1})}                                       |
|                                 | {\displaystyle ={\frac {(q;q)_{n}}{(1-q)^{n}}}.}                                                               |
Снова можно обнаружить, что обычный факториал равен пределу при q, стремящемся к 1. Это можно интерпретировать как число флагов в n-мерном векторном пространстве над полем с q элементами, а переход q в пределе к 1 даёт интерпретацию упорядочения как флага в векторном пространстве над полем с одним элементом.
Произведение отрицательных целых q-скобок можно выразить в терминах q-факториала следующим образом:
{\displaystyle \prod _{k=1}^{n}[-k]_{q}={\frac {(-1)^{n}\,[n]_{q}!}{q^{n(n+1)/2}}}}
От q-факториалов можно перейти к определению q-биномиальных коэффициентов, известных также как  гауссовы коэффициенты,  гауссовы многочлены или гауссовы биномиальные коэффициенты, следующим образом
{\displaystyle {\begin{bmatrix}n\\k\end{bmatrix}}_{q}={\frac {[n]_{q}!}{[n-k]_{q}![k]_{q}!}},}
откуда легко видеть, что треугольник этих коэффициентов симметричен в том смысле, что {\displaystyle {\begin{bmatrix}n\\m\end{bmatrix}}_{q}={\begin{bmatrix}n\\n-m\end{bmatrix}}_{q}} для всех {\displaystyle 0\leqslant m\leqslant n}.
Можно показать, что
{\displaystyle {\begin{aligned}{\begin{bmatrix}n+1\\k\end{bmatrix}}_{q}&={\begin{bmatrix}n\\k\end{bmatrix}}_{q}+q^{n-k+1}{\begin{bmatrix}n\\k-1\end{bmatrix}}_{q}\\&={\begin{bmatrix}n\\k-1\end{bmatrix}}_{q}+q^{k}{\begin{bmatrix}n\\k\end{bmatrix}}_{q}.\end{aligned}}}
Можно заметить из предыдущих рекурсивных отношений, что следующие варианты {\displaystyle q}-биномиальной теоремы являются расширениями в терминах этих коэффициентов:
{\displaystyle {\begin{aligned}(z;q)_{n}&=\sum _{j=0}^{n}{\begin{bmatrix}n\\j\end{bmatrix}}_{q}(-z)^{j}q^{\binom {j}{2}}=(1-z)(1-qz)\cdots (1-zq^{n-1})\\(-q;q)_{n}&=\sum _{j=0}^{n}{\begin{bmatrix}n\\j\end{bmatrix}}_{q^{2}}q^{j}\\(q;q^{2})_{n}&=\sum _{j=0}^{2n}{\begin{bmatrix}2n\\j\end{bmatrix}}_{q}(-1)^{j}\\{\frac {1}{(z;q)_{m+1}}}&=\sum _{n\geq 0}{\begin{bmatrix}n+m\\n\end{bmatrix}}_{q}z^{n}.\end{aligned}}}
Можно получить q-аналог гамма-функции, называемый q-гамма-функцией и определённый как
{\displaystyle \Gamma _{q}(x)={\frac {(1-q)^{1-x}(q;q)_{\infty }}{(q^{x};q)_{\infty }}}}
Функция сходится к обычной гамма-функции при q, стремящемся к 1 изнутри диска. Заметим, что
{\displaystyle \Gamma _{q}(x+1)=[x]_{q}\Gamma _{q}(x)}
для  любого x и
{\displaystyle \Gamma _{q}(n+1)=[n]_{q}!{\frac {}{}}.}
для неотрицательных целочисленных значений n. Альтернативно, функцию можно взять как расширение q-факториала в системе вещественных чисел.